# Chrysler 200 (2014)
La Chrysler 200 è un'autovettura prodotta dalla casa automobilistica statunitense Chrysler e commercializzata nel mercato nord americano a partire dal 2014 fino al 2017, con la produzione che era terminata nel dicembre precedente. Questo modello va a sostituire la Chrysler 200 del 2011 e prende quindi l'eredità della Chrysler Sebring.

## Contesto
La nuova generazione della 200 (codice progetto 200UF) è una vettura totalmente nuova che non ha niente in comune con la precedente generazione; la nuova serie è stata progettata utilizzando la tecnologia del gruppo Fiat infatti (come la Dodge Dart del 2012 e l'ultima serie di Jeep Cherokee) utilizza il nuovo pianale modulare CUSW derivato da quello dell'Alfa Romeo Giulietta che risulta più leggero e tecnologicamente più avanzato rispetto alla vecchia piattaforma JS. La nuova 200 inoltre introduce soluzioni tecnologiche inedite per il marchio Chrysler oltre ad introdurre il nuovo linguaggio stilistico (proprio come accaduto per il design delle Dodge Dart e della Jeep Cherokee).

## Debutto
Il modello definitivo viene svelato al Salone dell'automobile di Detroit nei primi mesi del 2014, la vettura viene concepita come un modello destinato prevalentemente per il mercato nord-americano, infatti l'amministratore delegato del gruppo FCA (Fiat Chrysler Automobiles) Sergio Marchionne ha escluso l'esportazione verso l'Europa del modello. La nuova 200 non solo sostituisce la precedente generazione, ma va a cogliere l'eredità anche della Dodge Avenger seguendo una strategia di prodotto voluta dai vertici del gruppo per evitare concorrenza interna sul territorio americano: la vecchia Chrysler Sebring/200 e la Dodge Avenger erano sostanzialmente la stessa vettura che differiva solo per il design della carrozzeria, i prezzi e gli allestimenti erano strettamente simili inoltre venivano vendute nelle stesse concessionarie. La nuova serie della 200 quindi diventa l'unica berlina mid-size venduta dal gruppo in territorio americano.
La produzione della vettura viene avviata nella primavera del 2014 e viene affidata allo stabilimento di Sterling Heights, in Michigan completamente rimodernato (grazie ad un investimento di circa 1 miliardo di dollari) per adottare le nuove linee produttive flessibili ed avanzate del gruppo FCA nonché i processi produttivi World Class Manufacturing.
La gamma della Chrysler 200 si compone della versione d'ingresso LX, l'intermedia Limited, la più elegante 200C e la sportiva 200S.

## Esterni ed interni
Stilisticamente il design abbandona le forme bombate e massicce della vecchia serie, per introdurre un design più filante e sportivo, in stile Coupé a 4 porte: la vettura infatti propone uno stile molto più europeo con un frontale basso e una coda corta. Inoltre viene abbandonata la grande calandra Chrysler che dominava il frontale sulla vecchia serie per adottare una mascherina molto più piccola e raccordata ai fanali, come segno distintivo viene ingrandita la presa d'aria inferiore che presenta una cornice cromata che risale. I fanali anteriori e posteriori sono a LED, il baule è stato disegnato accennando uno spoiler. Lunga 4,88 metri, il passo è di 2,74 metri mentre l'altezza raggiunge 1,491 metri. La grande calandra a clessidra domina il frontale con fanali a LED sfuggenti e ampie nervature nei paraurti. La versione sportiva 200S presenta un kit estetico sportivo con assetto ribassato e minigonne laterali. Al salone di Chicago 2014 viene presentata la gamma di accessori e personalizzazioni estetiche Mopar.

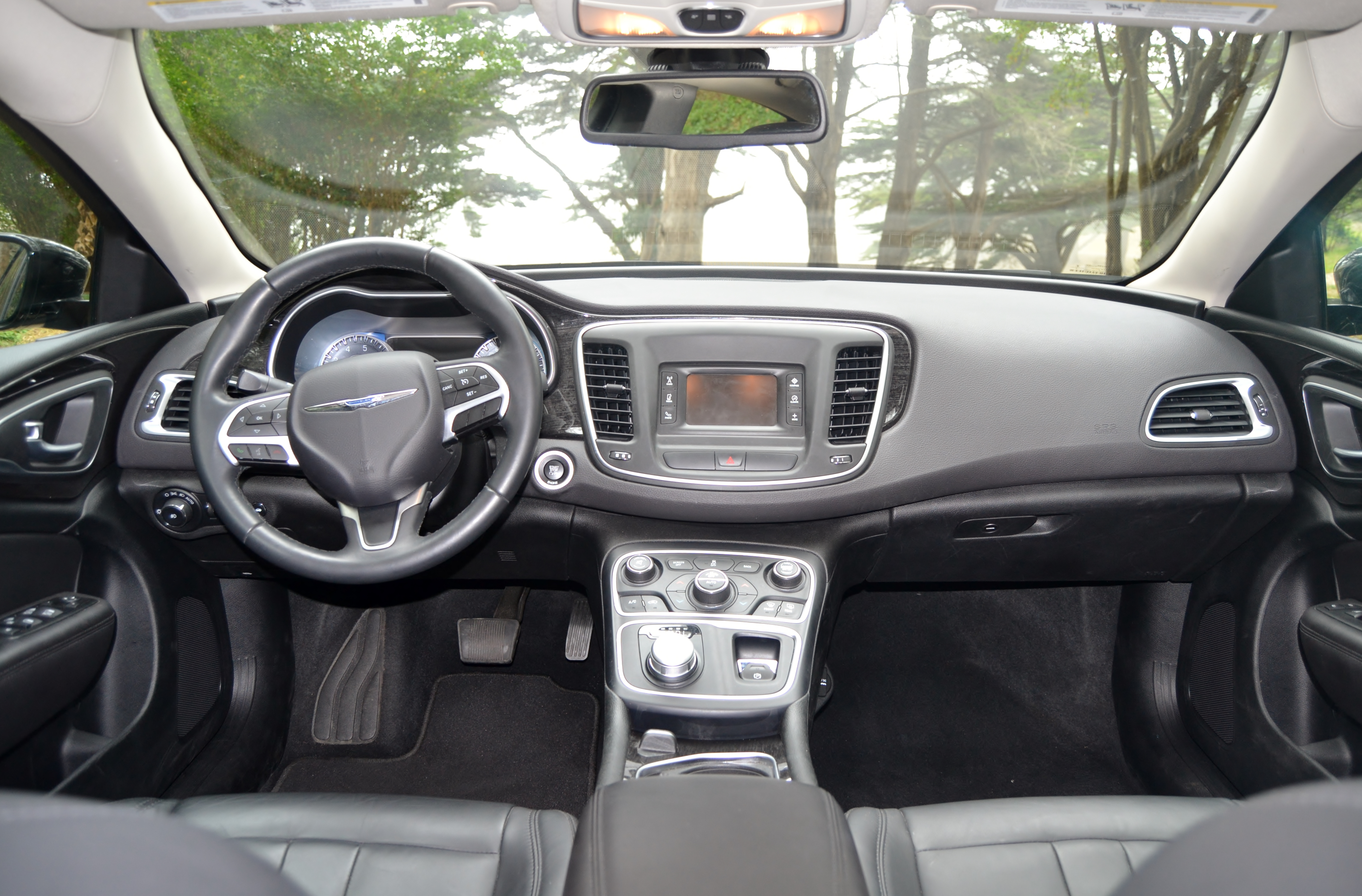
Interni di una Chrysler 200

Il disegno dell'abitacolo riprende le linee slanciate degli esterni con una plancia ondulata che raggruppa tutti i principali comandi al centro di essa e si raccorda alla strumentazione dietro al guidatore: essendo la vettura derivata dalla Dodge Dart anche parte dei componenti utilizzati per gli interni vengono condivisi, inoltre anche il design richiama quello della sorella Dodge. Nel particolare debutta il sistema di infotainment UConnect con schermo touch da 8,4 pollici abbinata alla strumentazione con schermo da 7,0 pollici. Il sistema integra navigatore, bluetooth e sistema wi-fi per connettività con smartphone e app integrate oltre ad essere presente ingresso AUX per dispositivi mobili. Inoltre viene introdotto un vano inedito nella parte bassa della plancia (al di sotto della console con i comandi della trasmissione) destinato proprio ai dispositivi come smartphone e tablet; sulla base di questo vano è presente una gomma antiscivolo disegnata in modo da stilizzare i principali grattacieli di Detroit.
Numerose le rifiniture per la plancia con inserti in pelle e alluminio, tinte bicolore e materiali morbidi al tatto, il volante è a tre razze con comandi sdoppiati, il cambio automatico possiede una manopola per gestire i vari set-up di guida e i rapporti possono essere selezionati anche con i paddle dietro al volante nella modalità sequenziale. Il freno a mano è elettrico. L'abitacolo è configurato come un cinque posti.

## Meccanica
Il pianale di base è il Compact US Wide (evoluzione della piattaforma dell'Alfa Romeo Giulietta del 2010), di natura modulare, rivisto nella struttura incrementando passo e larghezza. Le sospensioni, che utilizzano uno schema MacPherson all'anteriore e Multilink con bracci in alluminio al posteriore, sono state configurate per incrementare la precisione di guida dando alla vetture un assetto più da vettura europea che americana, discostandosi dai vecchi standard Chrysler. La trazione è anteriore; sui modelli di punta (dotati di motore V6) è integrale (4x4) con un nuovo sistema capace di scollegare completamente l'asse posteriore in modo da ridurre gli attriti e i consumi. L'asse posteriore viene scollegato in modo elettronico in base a numerosi parametri come la coppia richiesta, l'aderenza delle ruote e i segnali forniti dal controllo di trazione ESC. L'asse posteriore delle 200 AWD può ricevere fino al 60% della coppia e nella modalità Sport del cambio vengono modificati i set-up delle sospensioni e della trazione per rendere la guida più sportiva e i tempi di cambiata più rapidi. Il servosterzo è elettrico.
La vettura è equipaggiata con il nuovo cambio automatico ZF 9HP (versione 948TE) a 9 rapporti che possiede 20 strategie di cambiata per adeguarsi allo stile del guidatore e una manopola al centro della plancia per gestire i comandi (senza la classica leva). Il nuovo cambio è 14 kg più leggero rispetto alla vecchia trasmissione Chrysler Ultradrive a 6 rapporti. I motori sono due alimentati a benzina: il più piccolo è il 2,4 litri TigerShark con tecnologia Multiair erogante 184 cavalli già disponibile anche sulla sorella Dodge Dart, abbinato alla trazione anteriore, e il top di gamma 3,6 litri Pentastar V6 erogante 295 cavalli disponibile con AWD integrale.